# لفکادا (واحد استانی)
لفکادا (یونانی: Λευκάδας) یکی از واحدهای استانی یونان است که در ناحیهٔ جزایر ایونی واقع شده است و مرکز آن شهر لفکادا است.